# Monongahela
Monongahela é uma cidade localizada no estado norte-americano de Pensilvânia, no Condado de Washington.

## Demografia
Segundo o censo norte-americano de 2000, a sua população era de 4761 habitantes.
Em 2006, foi estimada uma população de 4502, um decréscimo de 259 (-5.4%).

## Geografia
De acordo com o United States Census Bureau tem uma área de
5,5 km², dos quais 5,0 km² cobertos por terra e 0,5 km² cobertos por água. Monongahela localiza-se a aproximadamente 248 m acima do nível do mar.

## Localidades na vizinhança
O diagrama seguinte representa as localidades num raio de 8 km ao redor de Monongahela.